# Iglesia de San Honesto de Yerres

La iglesia San Honesto es una templo parroquial de culto católico, dedicada al mártir Honesto del siglo III, ubicado en la comuna francesa de Yerres, en el departamento de Essonne y la región de Isla de Francia .

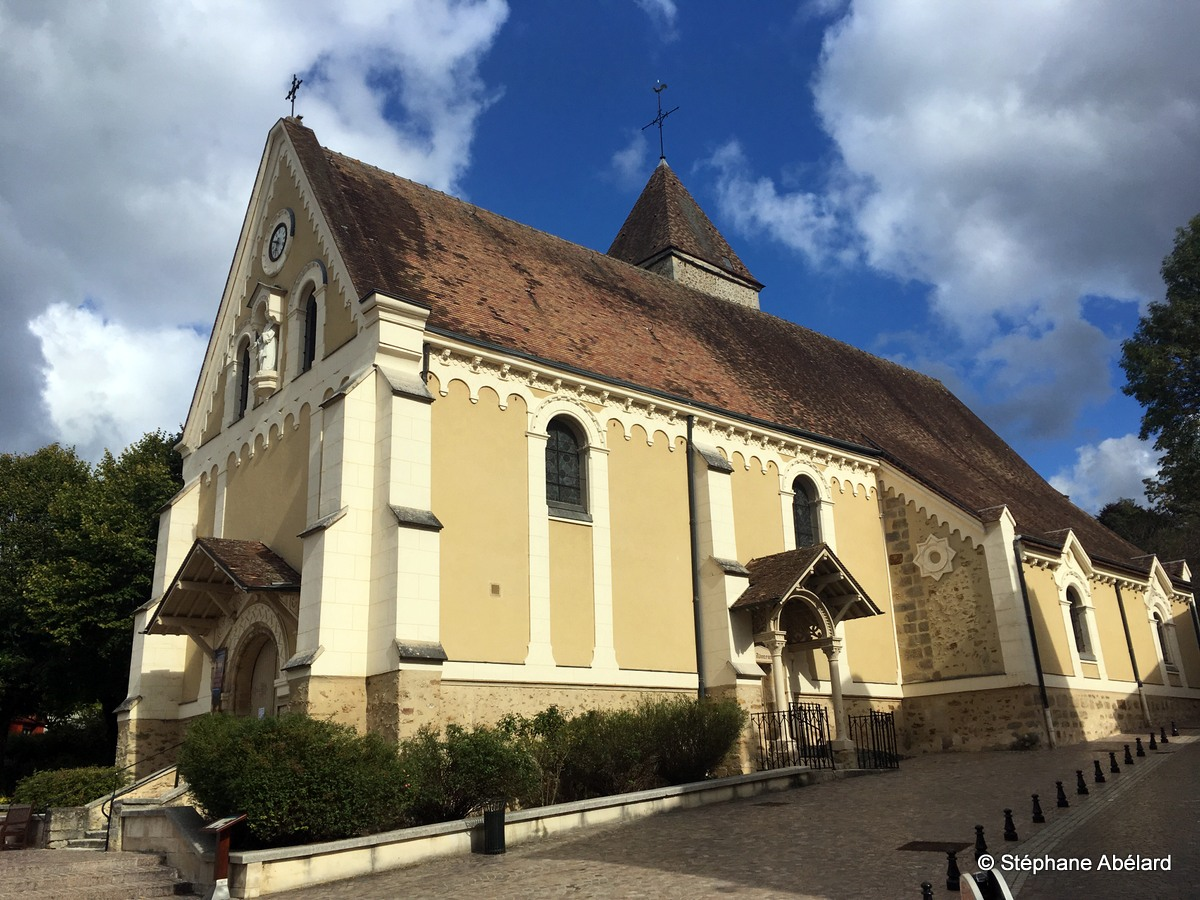
Iglesia San Honesto

## Situación
La iglesia San Honesto está ubicada en el centro de la ciudad en una plaza peatonal llamada del 11 de noviembre de 1918 en la margen derecha del río Yerres.

## Historia
Podrían remontarse al siglo XII. Según algunas fuentes, la iglesia ya existía en 1160. Según otras fuentes, fue Hildegarde, primera abadesa de la Abadía de Yerres, quien creó una capilla para los lugareños en esa fecha. Ella tenía misa celebrada allí todos los domingos por un sacerdote que vivía en la abadía.

## Descripción

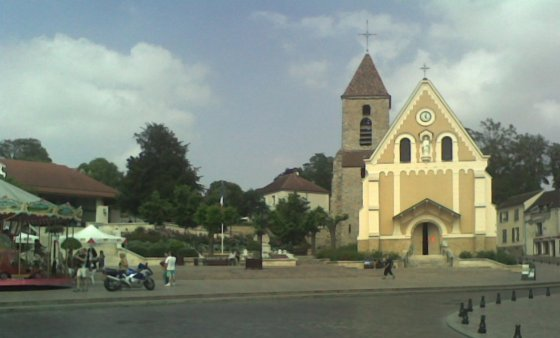
La iglesia y su plaza

La parte frontal de la iglesia presenta colores cálidos, mientras que la parte trasera, de aspecto más tradicional, está hecha de piedra. Su fachada frontal simétrica cuenta con un reloj.
La iglesia San Honesto fue construida hacia el siglo XII. De esa fecha se conserva el coro, mientras que el campanario es del siglo XIII y el resto del edificio fue reconstruido en el siglo XIX en estilo neoclásico.
En el siglo XVII, la iglesia sufrió importantes modificaciones: el campanario actual sustituyó a un antiguo campanario dispuesto en el lateral del edificio mirando hacia el sureste. Se construyeron 3 capillas: fue el arquitecto Jean Thiriot quien inició las obras en la década de 1640.
La sacristía, situada a la cabecera del edificio, fue ampliada en el siglo XIX. Las transformaciones interiores y exteriores se deben al arquitecto Albert Ballu (1849-1939), alumno de la Escuela de Bellas Artes.
Contiene un hermoso púlpito de madera dorada de estilo Luis XV procedente de la iglesia abacial destruida durante la Revolución y algunas otras obras de arte religioso.
Su púlpito, su retablo y un cuadro encargado a Rafael, pero ejecutado después de su muerte por Giulio Romano y Giovanni Francesco Penni, están clasificados entre su patrimonio.
El retablo del altar mayor, de madera tallada pintada y dorada, data del siglo XVIII y representa Los discípulos de Emaús, cuadro atribuido a Jean-Baptiste Jouvenet (1644-1717), pintor y decorador francés, alumno de Le Brun.
Su órgano, diseñado por John Abbey, fue adquirido durante la renovación interior de la iglesia en 1872.
Durante las obras de restauración llevadas a cabo en diciembre de 2005, se desenterró una cripta en la capilla de la Virgen. Aquí está enterrado Jacques Raymond, antiguo señor de La Grange, que murió en 1784.